# Grand Slam (quần vợt)
Trong quần vợt, Grand Slam là thành tích đạt được bằng cách đoạt chức vô địch cả bốn giải đấu lớn trong cùng một nội dung thi đấu, trong cùng một năm dương lịch. Bốn giải đấu ấy bao gồm:
| Tên                                           | Mặt sân     |
| --------------------------------------------- | ----------- |
| Úc Mở rộng (Australian Open)                  | Sân cứng    |
| Pháp Mở rộng (French Open hoặc Roland Garros) | Sân đất nện |
| Wimbledon                                     | Sân cỏ      |
| Mỹ Mở rộng (US Open)                          | Sân cứng    |

Bốn giải này do đó cũng gọi là các giải Grand Slam và được xem là những giải đấu quan trọng nhất trong năm, về cả điểm xếp hạng và tiền thưởng dành cho các tay vợt. Chức vô địch của các giải giải này cũng được gọi là các danh hiệu Grand Slam.
Giành được Grand Slam là thành tích tột đỉnh của một đấu thủ quần vợt. Cho tới nay trong lịch sử chỉ có 2 tay vợt nam (Don Budge-1938 và Rod Laver-1962, 1969) và 3 tay vợt nữ (Maureen Connolly-1953, Margaret Court-1970, và Steffi Graf-1988) đã đạt được thành tích này.

## Lịch sử
Thuật ngữ Grand Slam được ký giả Mỹ John Kieran dùng lần đầu tiên cho môn quần vợt năm 1933. Khi miêu tả nỗ lực của Jack Crawford giành cả bốn giải đấu lớn năm đó. Kieran đã so sánh thành tích này như "một cú grand slam trong bài bridge". Tuy nhiên, trong trận chung kết giải Mỹ mở rộng, Crawford đã không vượt qua được Fred Perry. Mãi đến năm 1938 mới có người đầu tiên giành được Grand Slam là Don Budge.
Từ Grand Slam, đầu tiên chỉ dùng để chỉ chức vô địch trong các giải quần vợt chính, sau đó được dùng trong các môn thể thao khác với nghĩa tương tự, chẳng hạn trong môn golf.

## Những người chiến thắng

### Grand Slam thực sự

#### Đánh đơn
Những vận động viên giành được Grand Slam thực sự (cả bốn giải trong cùng 1 năm dương lịch) nội dung đánh đơn là:
- Don Budge (1938)
- Maureen Connolly (1953)
- Rod Laver (1962)
- Rod Laver (1969) (lần thứ hai)
- Margaret Smith Court (1970)
- Steffi Graf (1988) (cộng thêm huy chương vàng Thế vận hội, Graf giành được Slam Vàng)

#### Đánh đôi
Những đôi vận động viên giành được Grand Slam thực sự là:
- Frank Sedgman & Ken McGregor (1951)
- Martina Navratilova & Pam Shriver (1984)

2 đấu thủ giành được Grand Slam thực sự, nội dung đánh đôi, với những đồng đội khác nhau:
- Maria Bueno (1960), đánh cặp với Christine Truman rồi Darlene Hard.
- Martina Hingis (1998), đánh cặp với Mirjana Lucic rồi Jana Novotna.

2 trường hợp trên đều thay bạn đồng đội sau giải Úc mở rộng.

#### Đôi nam nữ
Đôi nam nữ vận động viên giành được Grand Slam thực sự: 
- Margaret Smith & Ken Fletcher (1963)

Hai tay vợt giành được Grand Slam thực sự, nội dung đôi nam nữ, với những đồng đội khác nhau:
- Margaret Smith (1965), đánh cặp với John Newcombe, rồi Ken Fletcher, và cuối cùng là Fred Stolle.
- Owen Davidson (1967), đánh cặp với Lesley Turner rồi Billie Jean King.

### Vô địch 4 giải Grand Slam liên tiếp
Mặc dù thuật ngữ ban đầu chỉ thành tích đoạt cả bốn giải đấu trong cùng một năm, ngày nay, nó còn có nghĩa là đương kim vô địch cả bốn giải Grand Slam, nhưng không bắt buộc trong một năm dương lịch. Trong một cuộc phỏng vấn Serena Williams tại giải Mỹ mở rộng, một phóng viên đã gọi thành tích vô địch 4 giải đấu lớn liên tiếp của cô là Serena Slam. Nhưng Serena chỉ dừng lại ở con số 4 giải, còn trong quá khứ, Martina Navratilova từng thắng đến 6 giải liên tiếp.
Những tay vợt từng vô địch 4 giải Grand Slam liên tiếp, nhưng không giới hạn trong một năm dương lịch, gồm:
- Martina Navratilova (1983-84) (6 giải liên tiếp)
  - Chú thích: Trong thời gian 1977 - 1985, giải Úc mở rộng được tổ chức vào tháng 12, từ năm 1987 lại tổ chức vào tháng 1 như khởi thủy. Chuỗi vô địch của Martina gồm Wimbledon, Mỹ mở rộng và Úc mở rộng năm 1983, tiếp theo là Pháp mở rộng, Wimbledon và Mỹ mở rộng năm 1984.
- Don Budge (6 giải liên tiếp): (Wimbledon 1937 đến the US Open 1938)
- Maureen Connolly Brinker (6 giải): (Wimbledon 1952 đến US Open 1953)
- Margaret Court (6): (US Open 1969 đến Australia Open 1971).
- Steffi Graf (1993-94) Chú thích: Graf đã có 1 Grand Slam thực sự năm 1988.
- Serena Williams (4 giải) (2002-03)
- Novak Djokovic (4 giải) (2015-2016) là tay vợt nam đầu tiên từ Kỷ nguyên mở dành 4 chức vô địch Grand Slam liên tiếp.

### Grand Slam sự nghiệp

#### Đánh đơn
Những đấu thủ từng thắng cả bốn giải Grand Slam nhưng không liên tục thì được xem là có một Grand Slam sự nghiệp:
- Fred Perry (1933-1934-1935)
- Doris Hart (1949-1950-1951-1954)
- Shirley Fry (1951-1956-1957)
- Roy Emerson (1961-1963-1964)
- Billie Jean King (1966-1967-1968-1972)
- Chris Evert (1974-1975-1982)
- Martina Navratilova (1978-1981-1982-1983)
- Andre Agassi (1992-1994-1995-1999) (cộng thêm huy chương vàng Thế vận hội 1996)
- Roger Federer (2003-2004-2009)
- Rafael Nadal (2005-2008-2009-2010) (cộng thêm huy chương vàng Thế vận hội 2008)
- Maria Sharapova (2004-2006-2008-2012)
- Serena Williams  (1999--2002-2003) (cộng thêm huy chương vàng Thế vận hội  2012)
- Novak Djokovic (2008-2011-2016) (cộng thêm huy chương vàng Thế vận hội  2024)

Rất nhiều đấu thủ lừng danh một thời vẫn không có đủ bộ Grand Slam vì thiếu một giải, thường là do giải đó, đặc biệt là mặt sân, không hợp với lối chơi của đấu thủ. John Newcombe, Jimmy Connors, Boris Becker, Stefan Edberg, Pete Sampras đều không có danh hiệu Pháp mở rộng, còn Ken Rosewall, Ivan Lendl và Mats Wilander thì không có danh hiệu Wimbledon.

#### Đánh đôi
Những đôi đấu thủ có Grand Slam sự nghiệp:
- Todd Woodbridge & Mark Woodforde (1992-93-95-2000)
- Jacco Eltingh & Paul Haarhuis (1994-95-98)
- Serena Williams & Venus Williams (1999-2000-01)

Những đấu thủ có Grand Slam sự nghiệp, nội dung đánh đôi (với những bạn đồng đội khác nhau):
- Doris Hart (1947-48-50-51)
- Shirley Fry (1950-51-57)
- Roy Emerson (1959-60-62)
- John Fitzgerald (1982-84-86-89)
- Anders Jarryd (1983-87-89)
- Jacco Eltingh (1994-95-98)
- Paul Haarhuis (1994-95-98)
- Jonas Bjorkman (1998-2002-03-05)

#### Đôi nam nữ
Những đấu thủ có Grand Slam sự nghiệp, nội dung đôi nam nữ (với những bạn đồng đội khác nhau):
- Billie Jean King (1967-68)
- Martina Navratilova (1974-85-2003)
- Daniela Hantuchova (2001-02-05)

## Slam Vàng

### Slam Vàng thực sự
Slam Vàng, hay Grand Slam Vàng, là đoạt cả bốn giải Grand Slam cộng với huy chương vàng môn quần vợt Thế vận hội trong vòng một năm dương lịch. Cơ hội thành công như vậy rất hiếm, không chỉ vì 4 năm mới có 1 kỳ Thế vận hội, mà còn vì giữa các kỳ thế vận 1924 và 1988, quần vợt không phải là môn thi đấu có huy chương của đại hội.
Cho đến nay, thành tích này mới chỉ có một tay vợt đạt được:
- Steffi Graf (1988)

### Slam Vàng sự nghiệp
Giành đủ bộ Slam Vàng, nhưng không liên tục:

#### Đánh đơn
Đấu thủ có Slam Vàng sự nghiệp: Serena Williams (1999 - 2002 - 2002 - 2003 - 2012)
- Andre Agassi (1992-94-95-96-99)
- Rafael Nadal (2005-08-09-10)

#### Đánh đôi
Đôi đấu thủ có Slam Vàng sự nghiệp:
- Serena Williams & Venus Williams (1999 - 2000 - 2001)

## Grand Slam "trọn bộ" trong sự nghiệp
Có lẽ chiến tích vĩ đại nhất liên quan đến các giải Grand Slam là giành trọn bộ các danh hiệu Grand Slam — vô địch đánh đơn, đánh đôi và đôi nam nữ cả bốn giải. Chưa có tay vợt nam nào đạt nổi thành tích đó, nhưng đã có 3 phụ nữ giành được kỷ lục này:
- Doris Hart
- Margaret Court
- Martina Navratilova